# Feira Nova (kommun i Brasilien, Pernambuco, lat -7,93, long -35,39)
Feira Nova är en kommun i Brasilien.   Den ligger i delstaten Pernambuco, i den östra delen av landet, 1 600 km nordost om huvudstaden Brasília. Antalet invånare är 20 588. Arean är 108 kvadratkilometer.
Terrängen i Feira Nova är platt.
Följande samhällen finns i Feira Nova:
- Feira Nova

Omgivningarna runt Feira Nova är en mosaik av jordbruksmark och naturlig växtlighet. Runt Feira Nova är det ganska tätbefolkat, med 172 invånare per kvadratkilometer.